# Virginias generalförsamling
Virginias generalförsamling (engelska: Virginia General Assembly) är den lagstiftande församlingen som utgör den lagstiftande makten i den amerikanska delstaten Virginias delstatsstyre.
Sedan januari 2023 har Demokratiska partiet små majoriteter i båda kamrarna.

## Kamrar
Generalförsamlingen består av två kamrar: senaten och delegathuset. Det finns ingen begränsning i antalet möjliga omval.

### Delegathuset
Delegathuset (engelska: Virginia House of Delegates) består av 100 ledamöter, valda i majoritetsval från 100 valdistrikt för 2-åriga mandatperioder.

### Senaten
Senaten (engelska: Senate of Virginia) består av 40 senatorer valda från 40 valdistrikt i majoritetsval på mandatperioder om 4 år. Virginias viceguvernör innehar även rollen som talman (president) i senaten.

## Bildgalleri

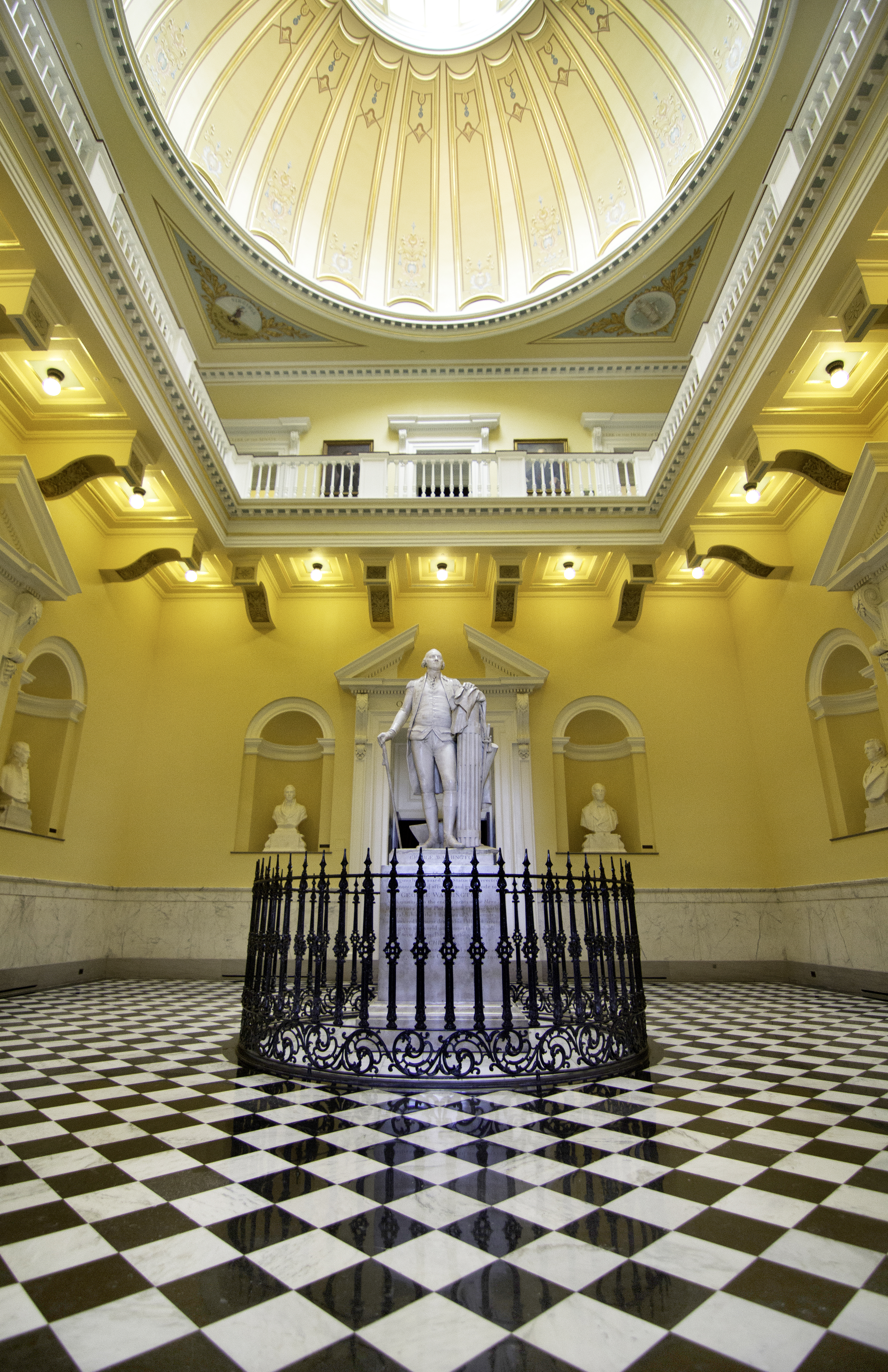
Rotundan i Virginia State Capitol med Jean-Antoine Houdons staty av George Washington.
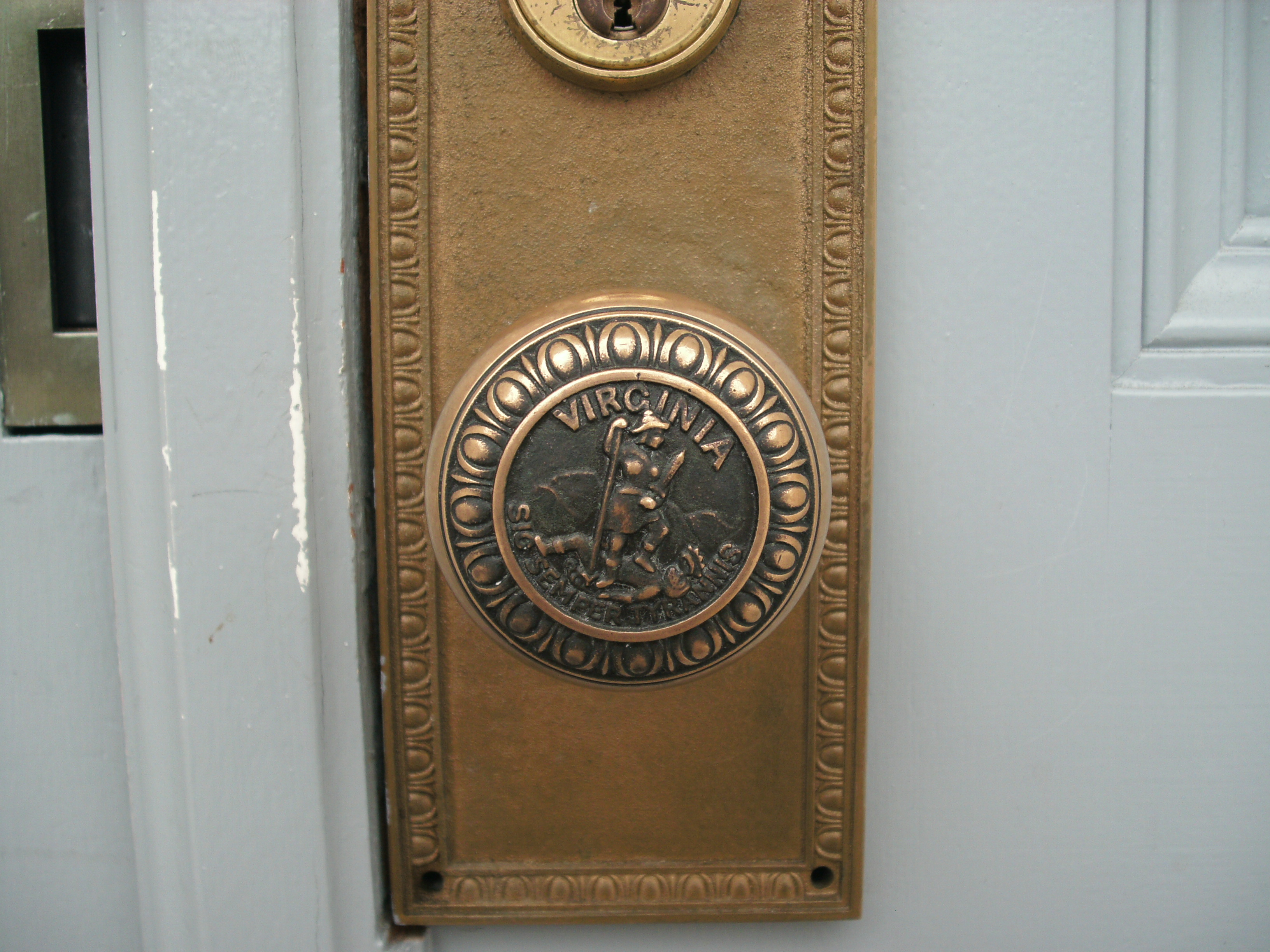
Delstatssigillet ingraverat på dörrknobb.
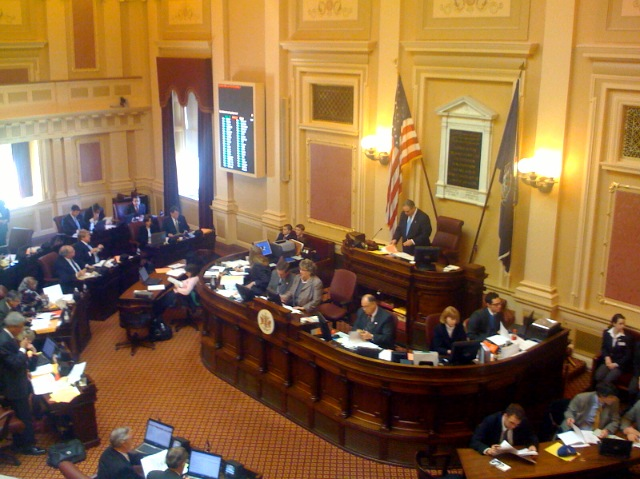
Senatens kammare i arbete, 21 januari 2008.
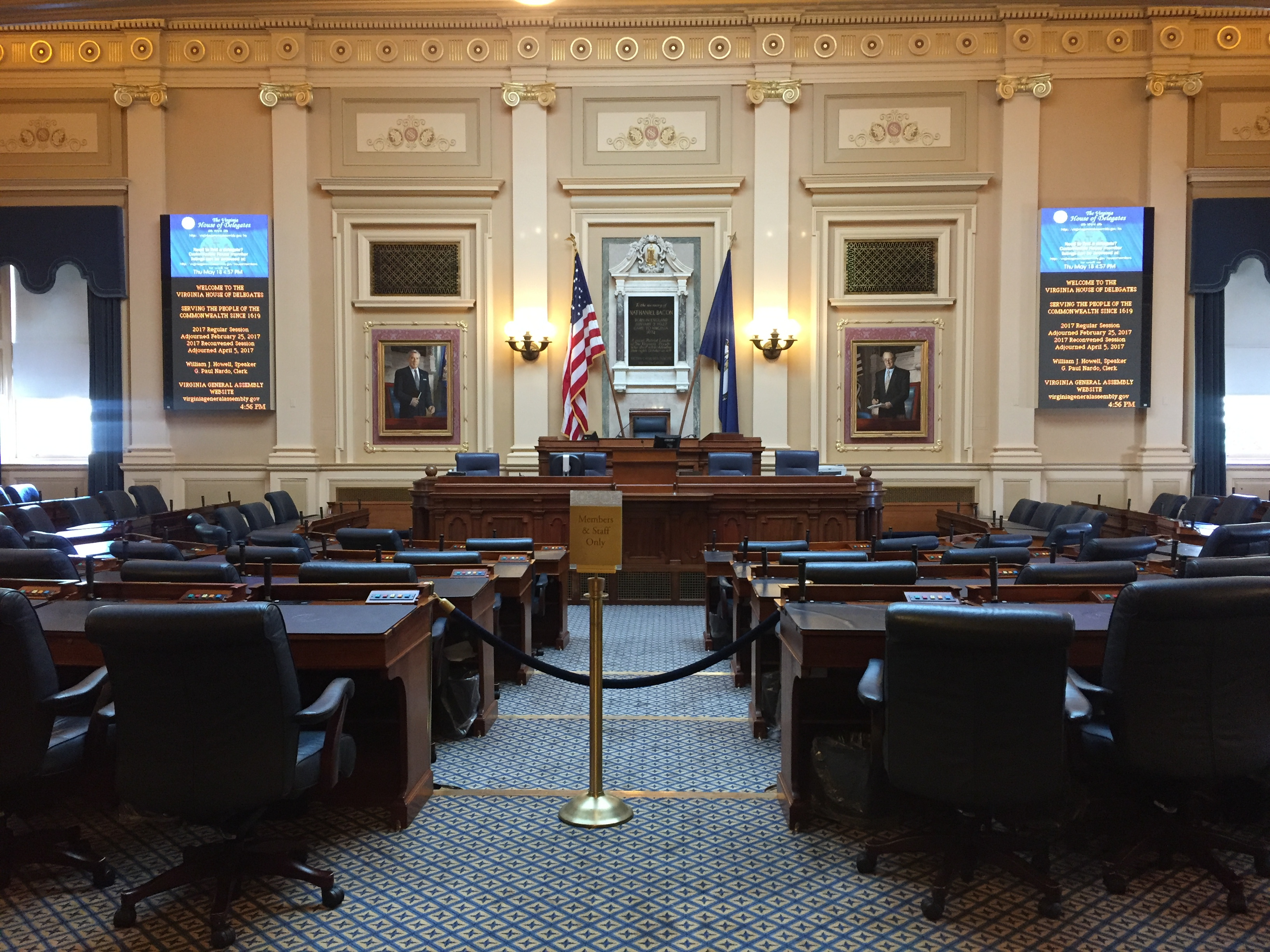
Delegatshusets kammare.
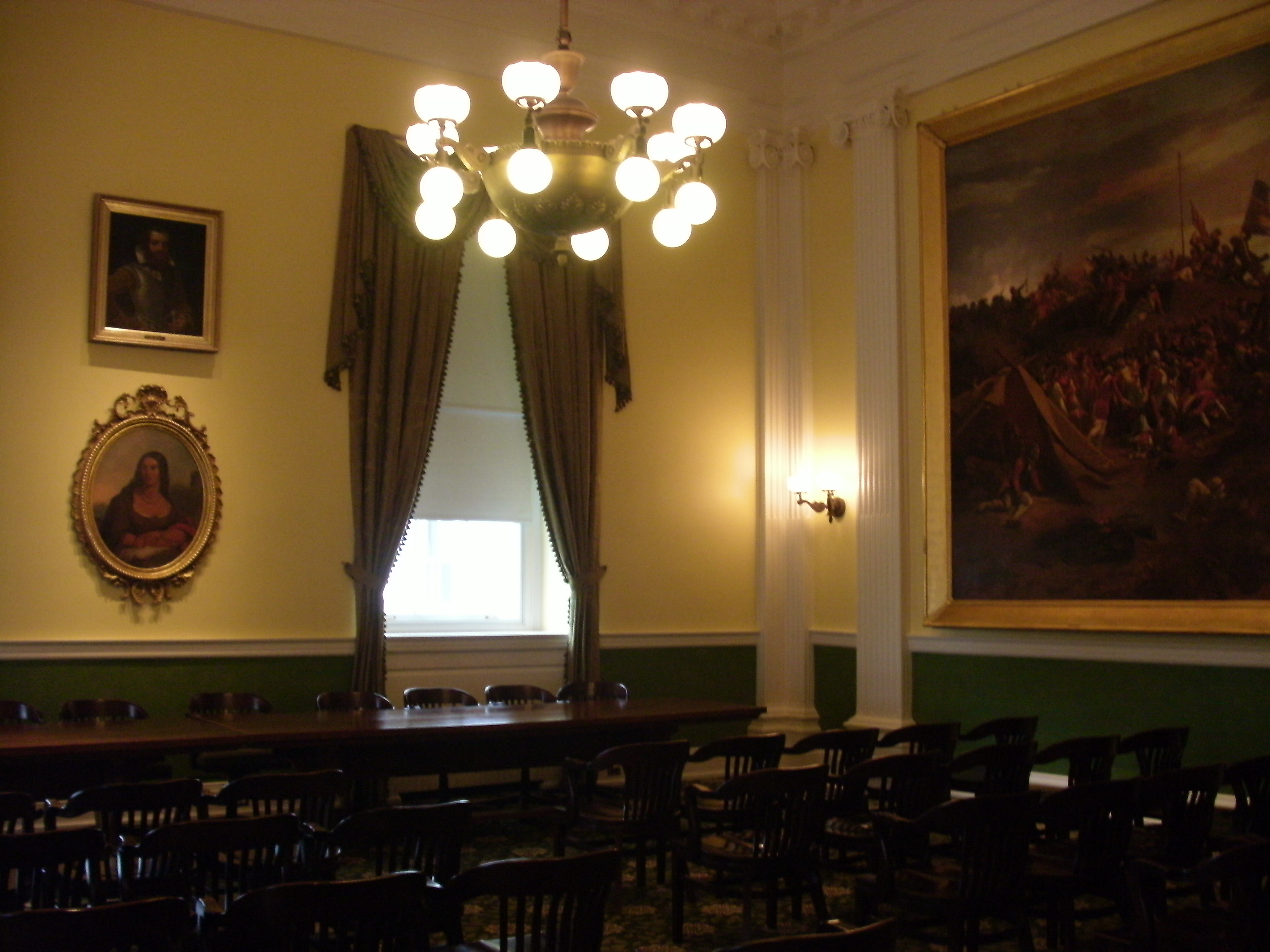
Senatens äldre plenisal.
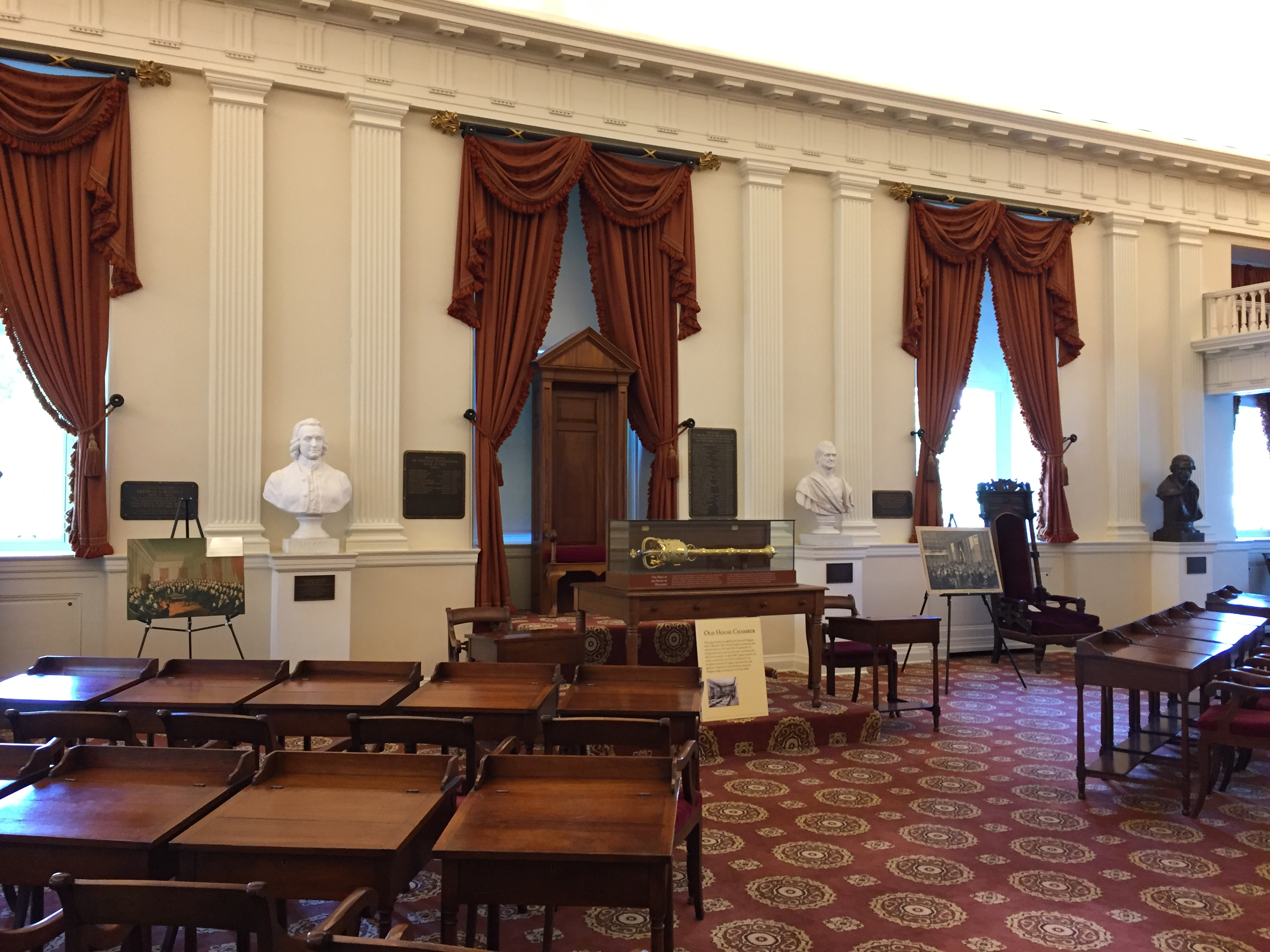
Delegathusets äldre plenisal.